# Tamoios (Cabo Frio)
Tamoios é um distrito do município brasileiro de Cabo Frio, no litoral do estado do Rio de Janeiro. Segundo o censo demográfico de 2022, realizado pelo Instituto Brasileiro de Geografia e Estatística (IBGE), sua população era de 72 021 habitantes e havia 26 113 domicílios particulares permanentes ocupados.
Foi criado pela deliberação de 20 de janeiro de 1891, confirmada pelos decretos estaduais nº 1 de 8 de maio de 1892 e nº 1-A de 3 de junho de 1892, inicialmente com o nome de Araçá. Pelo decreto estadual nº 641 de 15 de dezembro de 1938, passou a se chamar Campos Novos. Adquiriu o nome de Tamoios pelo decreto-lei estadual nº 1.056 de 31 de dezembro de 1943.

## Topônimo
O termo "tamoio" vem de "ta'mõi", que, em língua tupi, significa "avós", indicando que eles eram o grupo tupi que há mais tempo se havia instalado no litoral brasileiro
O lugar recebeu este nome pois foi um dos últimos focos de resistência da Confederação dos Tamoios. Conta-se que os Tamoios, aliados a franceses, lutaram ali durante muitos anos. Quando se renderam, o líder dos índios e o comandante das tropas francesas foram julgados e condenados a forca.

## Subdivisões
Conta com  22 bairros: Agrisa; Aquarius; Botafogo; Campos Novos; Centro Hípico; Florestinha; Gargoá; Long Beach; Maria Joaquina; Nova Califórnia; Orla 500; Parque Veneza; Reserva Militar; Samburá; Santa Margarida; Santo Antônio; São Jacinto; Terramar; Unamar; Verão Vermelho; Vista Alegre; Viva Mar.
Há um forte movimento pela emancipação política de Cabo Frio e formação de um novo município. O processo esteve em analise na Assembleia Legislativa do Estado do Rio de Janeiro.

## Turismo

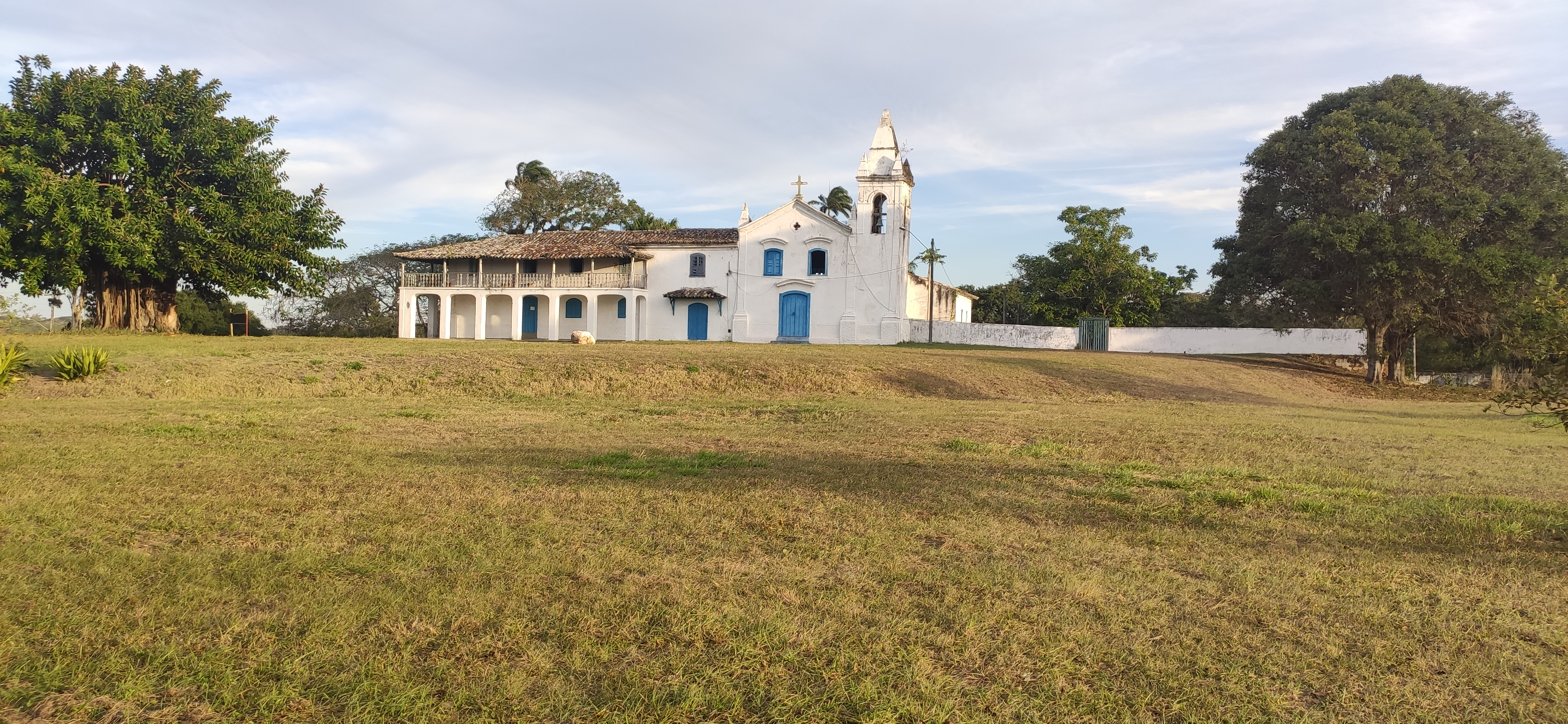
Fazenda Campos Novos

O turismo poderia ser muito desenvolvido devido às belas praias, rios navegáveis e reservas ambientais como a do Mico-leão-dourado e o Parque da Preguiça.
O distrito também conta com a histórica Fazenda Campos Novos, fundada em 1648 e tombada em 03/2015.

## Educação
Com um amplo déficit educacional, foram inauguradas pela prefeitura, em fevereiro de 2019,  duas novas escolas municipais, que receberam o nome de antigas professoras da rede municipal, já falecidas.

## Economia
Tamoios é responsável por mais de 83% dos royalties que o município de Cabo Frio recebe pela exploração de petróleo em sua plataforma marítima. O distrito possui a maior usina de álcool do Brasil e é um importante centro de pesca.[carece de fontes?]